# Anelosimus eximius
Anelosimus eximius Keyserling, 1884 è un ragno sociale appartenente alla famiglia Theridiidae, presente nelle Piccole Antille e nell'area compresa tra Panama e l'Argentina. Le colonie possono comprendere diverse migliaia di individui.
Questi aracnidi sono classificati come ragni sociali perché si dedicano alla cura della covata e cooperano per catturare le prede all'interno della propria rete, che consente loro di catturare prede molto più grandi di quanto un singolo individuo sarebbe in grado di catturare.
Le loro reti non catturano molta preda, ma le prede catturate sono significativamente più grandi della maggior parte delle prede catturate nelle reti di altre specie di ragni sociali o antisociali. Pertanto, le loro tecniche forniscono più nutrienti di quante altre colonie di ragni sociali potrebbero ottenere. Queste tecniche sono le più efficienti nelle colonie esili di Anelosimus di circa 1.000 individui.
La socialità di Anelosimus eximius aiuta a migliorare l'idoneità della specie. Un costo potenziale della socialità ,in questa specie, è che producono meno sacche di uova. Tuttavia, ogni sacca porta uova detiene più prole individuale di quanto la maggior parte delle sacche di uova di aracnide normalmente reggono. Pertanto, i benefici sembrano superare i costi.
È difficile spiegare come la socialità si sia evoluta da un animale solitamente solitario. Una caratteristica che ha facilitato questo cambiamento è la mancanza di discriminazione nei confronti della prole straniera. È stato anche messo in discussione se il comportamento alloparentale di Anelosimus eximius fosse un tratto ancestrale o se la specie dovesse superare la discriminazione al fine di ottenere il loro tratto di socialità. Attraverso studi su specie sociali e sub-sociali che hanno osservato reazioni alla prole straniera, gli scienziati hanno scoperto che la specie non aveva bisogno di superare la discriminazione; sia le specie sub-sociali che quelle sociali degli aracnidi non hanno mostrato alcuna discriminazione nei confronti della prole straniera.
A. eximius è predato dalle vespe parassitoidi di Zatypota , le cui larve si nutrono dell'emolinfa del ragno e inducono il ragno a spostarsi e a ruotare una rete anormale, fungendo da bozzolo per l'insetto pupattore che si nutre del ragno ed emerge. Il processo è particolarmente degno di nota perché le azioni indotte non sembrano far parte del repertorio tipico del comportamento del ragno.